# Made in Chicago
Made in Chicago – festiwal jazzowy, organizowany od 2006 do 2017 w Poznaniu.

## Informacje ogólne
Festiwal nawiązuje do bluesa i afrykańskiej tradycji a zarazem do współczesnego jazzu, ze szczególnym uwzględnieniem sceny chicagowskiej. Miesza gatunki, odwołując się jednocześnie do tradycji, jak i do awangardy współczesnej.
Festiwal Made in Chicago, organizowany przez Estradę Poznańskią jest pierwszym festiwalem w Europie prezentującym tak szeroko dziedzictwo chicagowskiego jazzu, we współpracy z Jazz Institute of Chicago – jedną z najważniejszych instytucji pozarządowych, wspierających muzykę jazzową w USA.
Poszczególne edycje festiwalu wzbudziły zainteresowanie mediów i branży muzycznej w Polsce i na świecie (artykuły prasowe w USA na łamach m.in. Chicago Herald Tribune oraz  magazynów Jazz Times i Down Beat). Koncerty festiwali w listopadzie 2006, 2007 i 2008 gromadziły podczas każdej edycji w Poznaniu kilkutysięczną publiczność.

## Organizacja
Festiwal realizowany jest we współpracy z  władzami Poznania oraz ich odpowiednikiem w stanie Illinois w USA, jak również pod patronatem Prezydenta Poznania i Ambasady USA w Warszawie. Dla telewizji TVP Kultura powstał obszerny reportaż o festiwalu w 2006 oraz rejestracje koncertów z festiwali w 2006 (Nicole Mitchell’s Harambee Project), w 2007 (Fred Anderson Trio) oraz w 2008 (Roscoe Mitchell Quartet).

## Struktura
Do udziału w Festiwalu co roku Estrada Poznańska zaprasza kilkunastu twórców. są wśród nich młodzi utalentowani muzycy i legendy jazzu, większość gości po raz pierwszy na koncertach w Polsce (np. w 2009 8 Bold Souls). Koncerty – w ramach zmieniających się składów i grup – zaplanowano jako prezentację pełnego spektrum muzyki z Chicago – od klasyki po awangardę, od muzyki improwizowanej, poprzez blues po jazz wokalny. Festiwal Made in Chicago, to każdego roku:
- 6 koncertów,
- koncerty galowe,
- darmowe warsztaty,
- występy czołówki jazzu z Chicago.

Tradycją festiwalu jest finałowy projekt specjalny, z udziałem wszystkich zaproszonych muzyków, przygotowany specjalnie na poznański festiwal (w 2006 przez Nicole Mitchell, w 2007 przez Douglasa Ewarta, w 2008 przez Roscoe Mitchell).
Koncerty z festiwalu są prezentowane także w innych miastach w Polsce (Kraków, Wrocław, Toruń).

## Władze festiwalu (2009)
- Wojciech Juszczak (Estrada Poznańska) – dyrektor artystyczny festiwalu
- Lauren Deutsch (Jazz Institute of Chicago) – dyrektor artystyczny festiwalu